# Harry Ricardo
Pour les articles homonymes, voir Ricardo.
Sir Harry Ricardo, né le 26 janvier 1885 et mort le 18 mai 1974, est un ingénieur britannique qui a étudié les phénomènes thermodynamiques à l'intérieur des moteurs.
Ses travaux sur les moteurs diesel à chambre de turbulence ont abouti aux moteurs Whirlpool, Comet II puis Comet III, qui ont équipé de nombreux camions, notamment les Berliet français. Entre autres réalisations, il a amélioré les moteurs des premiers tanks, a supervisé les recherches sur la combustion interne ayant conduit à classer les carburants par leur indice d'octane. Il a joué un rôle de premier plan dans la conception des moteurs à soupape à manchon, et a inventé le diesel à chambre de turbulence Comet, qui a favorisé le regain des moteurs diesel en augmentant leur vitesse de rotation.

## Ses débuts
Ricardo, neveu du célèbre économiste David Ricardo, juif sépharade d'origine portugaise, est né dans une famille aisé et a effectué ses études secondaires à l'internat de Rugby School. Au mois d'octobre 1903, il s'inscrivait à Trinity College (Cambridge) comme étudiant en sciences de l'ingénieur, ayant passé son enfance à bricoler des petites machines.
En 1911 Ricardo épousa la fille du médecin de sa famille, Beatrice Bertha Hale, étudiante à la Slade School of Art de Londres. Le couple, qui eut trois filles, partageait son temps entre Lancing et Edburton, dans le Sussex de l'Ouest,.

## Les moteurs et l'automobile
En fin de première année à Cambridge, Ricardo decida de s'inscrire au concours de l'Automobile Club de l'université : il s'agissait de réaliser le véhicule parcourant la plus longue distance avec seulement 1,15 litre d'essence (1 quart). Son moteur, quoique le plus lourd et ne comportant qu'un seul piston, remporta le concours en permettant à sa moto de parcourir 64 km. C'est alors qu'on l'orienta vers le laboratoire de mécanique appliquée du Pr. Hopkinson. Licencié en 1906, il décida de rester une année de plus à Cambridge.
Selon un directeur de Vauxhall, Percy Kidner, Ricardo a participé au projet de moteur de Laurence Pomeroy destiné à la course RAC 3 200 km en 1908.
Avant de passer sa licence, Ricardo avait conçu un moteur de mobylette à deux-temps pour observer l'effet du dosage en essence sur l'efficacité de la combustion. Une PME, Lloyd & Plaister, voulant produire le moteur en série, Ricardo dessina les plans d'un grand et d'un petit modèle : ce dernier s'était déjà vendu à 50 exemplaires en 1914.
En 1909, Ricardo conçut un nouveau moteur à deux temps de 3,30 litres de cylindrée pour son cousin Ralph, directeur d'une petite société d'automobiles de Shoreham-by-Sea, "Two Stroke Engine Co". Son moteur devait équiper la Dolphin, mais ce modèle s'avéra ruineux, et la société ne vivotait que grâce à ses succès sur le marché des yachts motorisés : elle fit faillite en 1911 et Ralph Rocardo partit tenter sa chance aux Indes. Harry Ricardo travailla alors sur le marché des petits alternateurs, fabriqués par deux sociétés jusqu'à l'été 1914.
Les moteurs à cycles répartis de 1909 imaginés par Ricardo continuent de susciter l'intérêt de l'industrie : en 2017, Ricardo PLC a créé une filiale, Dolphin-N2, pour redonner vie à cette idée. Cette filiale a été rachetée en 2019 par FPT Industrial, avec l'espoir de réduire de 30% les émissions aériennes.

## Les moteurs de char d'assaut

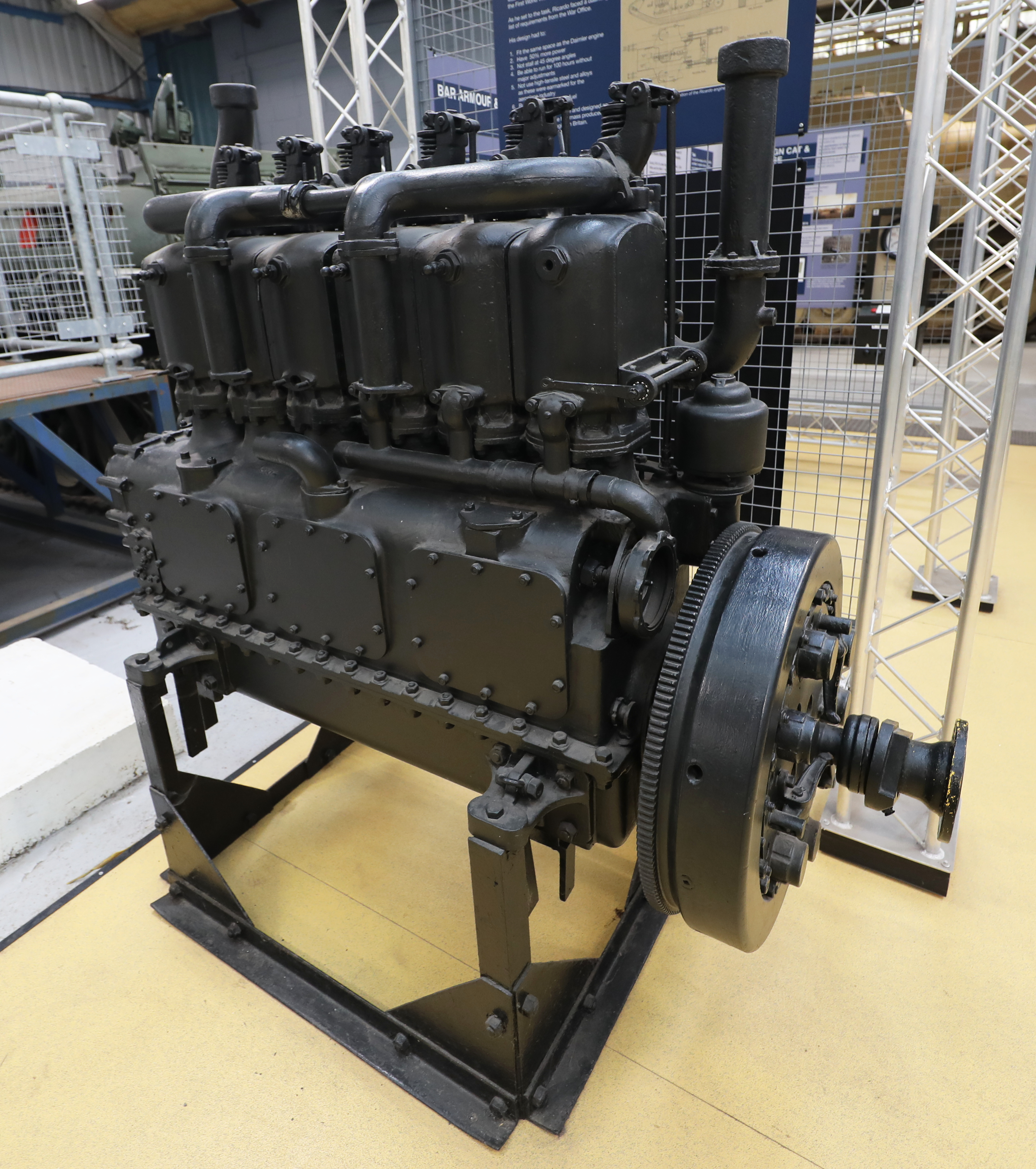
Le moteur militaire Ricardo.

En 1915 Ricardo créa son propre bureau d'étude, Engine Patents Ltd., qui allait mettre au point le moteur du premier char d'assaut, le Mark V. Le moteur à manchon Daimler du char Mark I fumait comme tous les diables, et signalait ainsi immédiatement sa position aux tirs ennemis. On demanda à Ricardo de réduire l'émission de gaz d'échappement, mais lui arriva à la conclusion qu'il fallait revoir entièrement la motorisation. Les autres entreprises de mécanique du pays cherchaient à produire de nouveaux moteurs de puissance, et c'est ainsi que Ricardo se mit à la  tâche : il développa un moteur six-cylindres de même volume, mais beaucoup plus puissant que le Daimler (150 CV au lieu de 105 CV), et émettant beaucoup moins de gaz d'échappement. Grâce à de nouvelles améliorations, Ricardo atteignit 225 CV puis même 260 CV.
Dès le mois d'avril 1917, le Royaume-Uni produisait plus cent chars par semaine, et plus de 8 000 moteurs furent affectés au front, équipant tous les chars britanniques depuis les succès du Mark V. En outre, la France produisait des centaines de ses génératrices de 150 CV pour électrifier les ateliers de fabrication, les hôpitaux, les états-majors, etc.

## Moteurs d'avion
En 1917, son ancien professeur, Bertram Hopkinson, désormais Directeur technique de l’Air Ministry, mit Ricardo à la tête du nouvel institut de recherches du Department of Military Aeronautics, le futur RAE. L'année suivante, Hopkinson trouvait la mort à bord d'un chasseur biplan Bristol, et Ricardo prit sa succession. De ce moment, le RAE se mit à construire une série d'avions et à publier des communications qui, pour une dizaine d'années, firent école dans le monde de l'aéronautique.
L’une des premières découvertes théoriques de Ricardo aura été la résolution du problème de la combustion anormale, dite « cliquetis » : pour l’analyser, il avait construit un moteur expérimental à compression variable. Ses expériences l’ont amené à dégager la notion d'indice d'octane des carburants, et à de coûteuses recherches sur les additifs pour améliorer cet indice. La réduction spectaculaire des besoins en carburant grâce à l’augmentation de l’indice d’octane explique notamment le succès d’Alcock et Brown à travers l’Atlantique à bord de leurs bombardiers Vickers Vimy rémotorisés.

## Progrès dans les moteurs

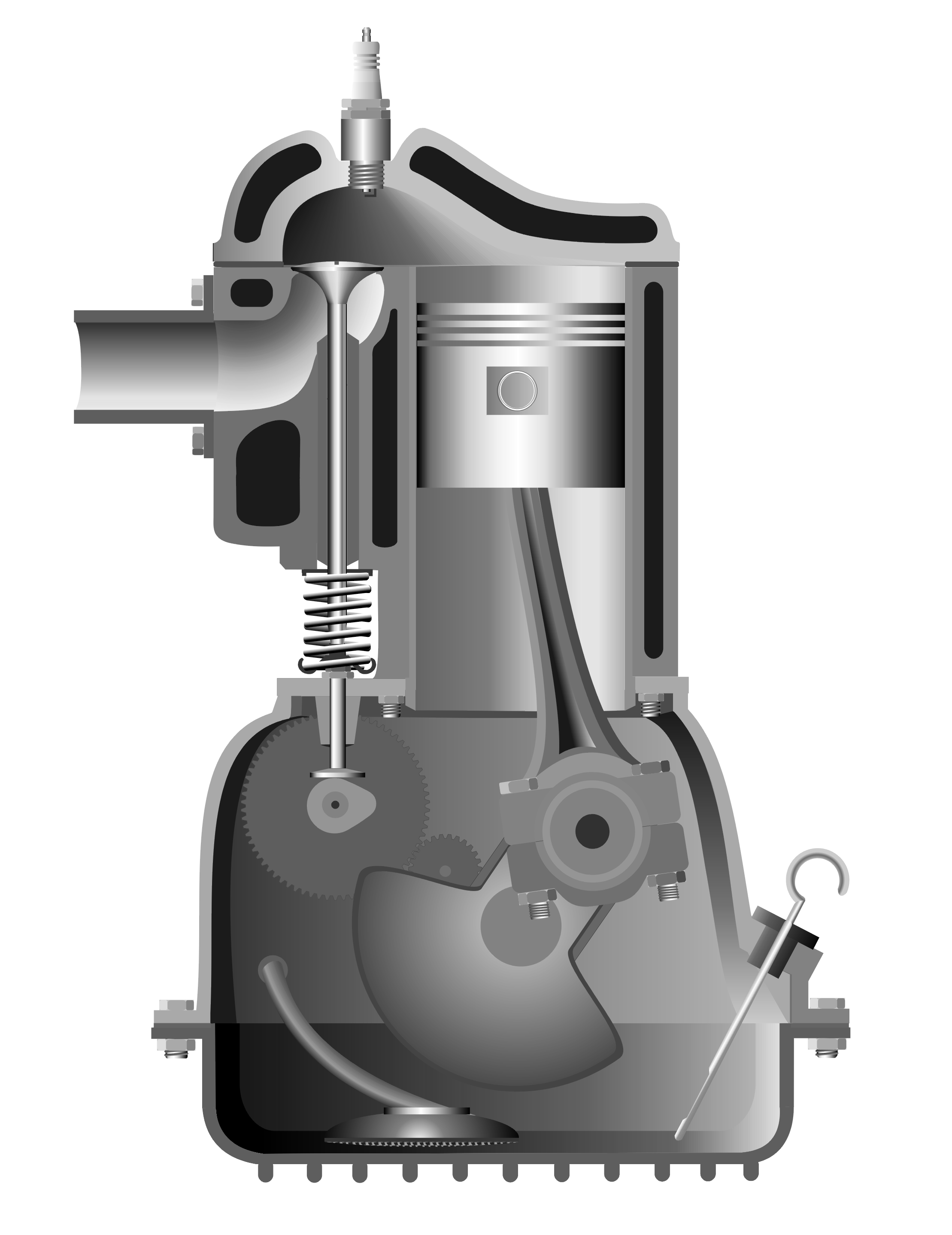
Moteur à soupapes latérales équipé d'une soupape Ricardo.

En 1919, Ricardo s'intéressa de plus près aux phénomenes affectant la combustion interne des moteurs : il comprit que la turbulence des gaz accélérait le front de flamme dans la chambre de combustion, et qu’il pourrait la favoriser en décalant la culasse. Il réalisa également qu'en réduisant la taille de la chambre, il diminuait la trajectoire de flamme et limitait les risques de détonation. Pour mieux réguler l'admission, il décida d'incliner les collecteurs et de mettre l'air en pression. La nouvelle forme de la chambre de combustion, dite Comet (1931) provoquait un tourbillonnement intense moyennant une surpression modérée et une consommation de carburant raisonnable. Ce brevet a été exploité par de nombreuses marques de camions, d'autocars, de tracteurs et de grues, ainsi que par l'automobile. Les premiers autobus AEC diesel de London General Omnibus Co étaient équipés de ce moteur. À quelques améliorations près, il servit encore pour la première voiture diesel grand public : la Citroën Rosalie (1934).
À l'occasion du RAC Tourist Trophy de 1922, le journaliste Cecil Clutton a dit du moteur T.T. Vauxhall imaginé par Ricardo (1921) qu'il constituait un « tour de force » : O. Payne, au volant d'une Ricardo Vauxhall, s'était classé 3e derrière Jean Chassagne. Ce moteur, amélioré par Mays et Villiers, gagna une autre course 15 ans plus tard.
Ricardo publia les résultats de ses recherches dans un traité en deux tomes, The Internal Combustion Engine.

## Dernières années
Les recherches de Ricardo sur le moteurs à manchon ont marqué la conception des premiers réacteurs : on le voit au dessin de l'admission et des chambres de combustion des réacteurs de Frank Whittle aussi bien qu'au gain de débit d'oxygène dans le réacteur Rolls-Royce Merlin du Mosquito.
En 1974, Ricardo fit une chute qui lui fractura le bassin ; il mourut six semaines plus tard.

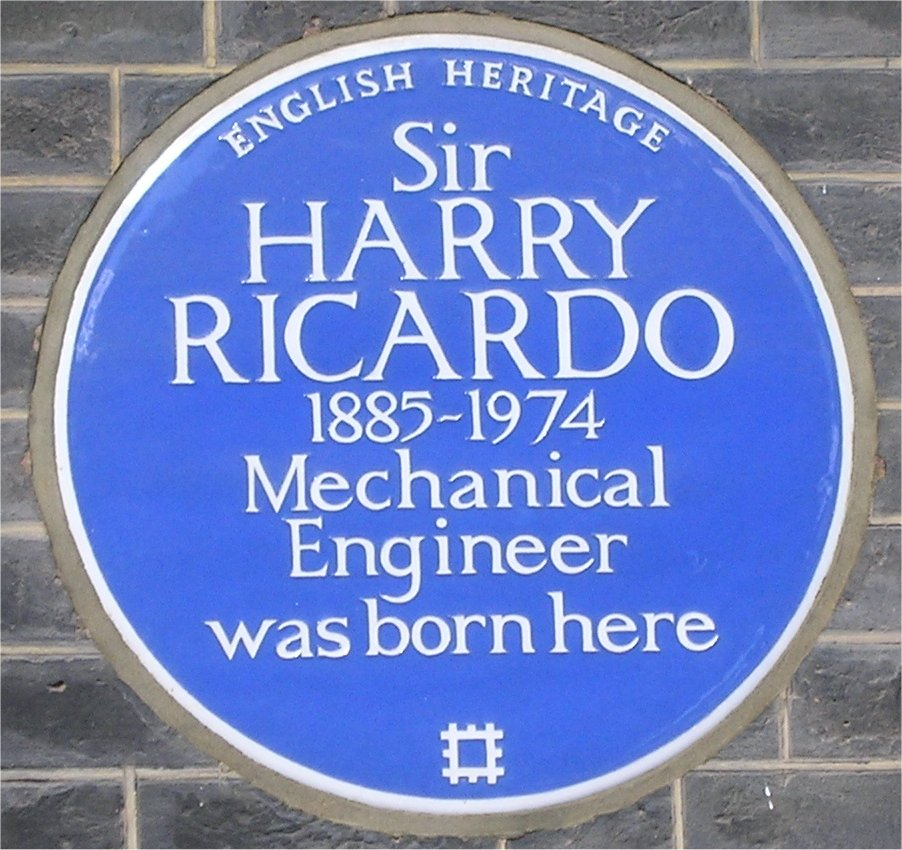
Plaque commémorative sur sa maison natale, au 13 Bedford Square, à Londres.